# Шкарбун Дмитро Павлович
Дмитро́ Па́влович Шкарбу́н (1977—2014) — підполковник Збройних сил України, 456-та бригада транспортної авіації; учасник російсько-української війни.

## Життєпис
Народився 1977 року в місті Юрюзань (Челябінська область). У 1994 році закінчив Введенську середню школу Чугуївського району Харківської області.
В 1998 році закінчив льотний факультет Харківського інституту льотчиків Військово-Повітряних Сил (нині — Харківський університет повітряних сил імені Івана Кожедуба), в 2005 році — Національний аерокосмічний університет імені М. Є. Жуковського «Харківський авіаційний інститут».
Військову службу проходив у 456-й бригаді транспортної авіації (військова частина А1231; село Гавришівка Вінницького району Вінницької області).
З травня 2014 року брав участь в антитерористичній операції на сході України.
14 липня 2014 року військово-транспортний літак Ан-26 було збито терористами на висоті 6500 м над Луганщиною, упав поблизу села Давидо-Микільське. З 8 осіб, котрі були на борту, 2 загинуло — Дмитро Шкарбун та майор Дмитро Майборода, один пілот потрапив у полон.
29 вересня 2014 року похований на Алеї Слави Центрального кладовища міста Вінниця.
Бнз Дмитра лишились батьки, дружина і син.

## Нагороди
31 жовтня 2014 року за особисту мужність і героїзм, виявлені у захисті державного суверенітету та територіальної цілісності України, вірність військовій присязі під час російсько-української війни, нагороджений орденом Богдана Хмельницького III ступеня (посмертно).

## Вшанування пам'яті
- 17 квітня 2015 року гвардії майору Дмитру Шкарбуну присвоєно чергове військове звання підполковник (посмертно).
- 14 липня 2015 року на території військового аеродрому 456-ї бригади транспортної авіації відбулося відкриття пам'ятного комплексу, який присвячений Дмитру Майбороді та Дмитру Шкарбуну[3].
- В грудні 2016 року у Вінниці з'явилась вулиця Дмитра Шкарбуна[4].
- в січні 2018 року у Введенському навчально-виховному комплексі Чугуївської районної ради Харківської області встановлено меморіальну дошку випускнику навчального закладу Шкарбуну Дмитру.